# Операция «Рептилия»

Флаг Революционной армии народа

Операция «Рептилия» — кодовое название операции по убийству бывшего диктатора Никарагуа Анастасио Сомосы. Операцию провели 17 сентября 1980 года 7 аргентинских боевиков (из них 3 — женщины) из Революционной армии народа по приговору руководства Никарагуа (для ликвидации Сомосы СФНО выделил 60 тысяч долларов). Анастасио Сомоса скончался на месте.

## Операция
После победы Сандинистской революции правительство Никарагуа и боевики аргентинской Революционной армии народа (РАН) начали готовить нападение на Сомосу, скрывавшегося в стронистском Парагвае. Для этого один из аргентинских боевиков, Уго Ирурсун, через Колумбию попадает в Парагвай и останавливается в Асунсьоне, где сорок дней ведёт разведывательную работу. Затем ответственным за слежку и наблюдение был назначен Энрике Горриаран Мерло, а Уго Ирурсун начал работу по переброске через аргентинскую границу вооружения: гранатомёта РПГ-7, автоматов AK-47, винтовок M16 и пистолетов.
Немногими возможностями для наблюдения за передвижением экс-диктатора могли быть соседний с его особняком супермаркет, два сервис-центра и 45-минутные пешие прогулки вдоль десяти кварталов. Поэтому было принято решение о покупке газетного киоска в 250 метрах от дома Сомосы. Так один из боевиков, «Освальдо», стал «торговцем прессой» и продавал полиции и охранникам Сомосы порнографические журналы, устанавливая с ними «доверительные отношения». Именно отсюда, из киоска, он даст 17 сентября по рации сигнал о выезде объекта из дома и начале операции.
Рассматривались разные планы операции: организовать покушение в одном из эксклюзивных ресторанов Асунсьона, куда он время от времени ездил с охраной; арендовать грузовик для перевозки овощей и спрятаться там с оружием, дожидаясь приближения машин с Сомосой и другие. Но из-за полной непредсказуемости планов экс-диктатора ото всех этих идей со временем пришлось отказаться. Тем не менее, чаще всего он выезжал по улице Америки и после светофора сворачивал оттуда по авеню Франсиско Франко (позже переименованную в авениду Испании). Поэтому именно на этом перекрестке был снят на три месяца двухэтажный особняк, c просторного балкона которого открывался вид на перекресток, а вход на 1-й этаж скрывался густыми кустами. Оплатившие его аренду иностранцы представились продюсерами испанского певца Хулио Иглесиаса, «готовящего гастроли-сюрприз в Парагвай, так как включил в свой последний диск три парагвайские народные песни». Квартиросъёмщики просили хозяев квартиры не разглашать эту новость, поскольку «Иглесиас планирует прибыть в страну заранее и немного отдохнуть от поклонников и прессы». Всего в 400 метрах от этого места находился Генеральный штаб парагвайской армии, а в 300 — посольство США.
После долгого сбора разведывательных данных о перемещениях экс-диктатора, партизаны сняли дом напротив улицы, по которой проходил самый часто используемый маршрут Сомосы, и ранним утром 17 сентября 1980 года начали операцию.
Уго Ирурсун стал тем, кто должен был использовать гранатомёт, так как партизаны догадывались об усиленном бронировании легкового автомобиля «Mercedes-Benz W116» Сомосы. Согласно окончательному плану, когда «Освальдо» увидит из киоска кортеж, он по рации даст сигнал, которым будет цвет лимузина экс-диктатора. После этого партизаны, скрывающиеся в «доме Иглесиаса» должны в течение 13 секунд покинуть укрытие и занять боевые позиции. Существует распространённая версия о том, что в лимузин Сомосы выстрелили из гранатомета с балкона второго этажа «дома Иглесиаса». На самом деле покушавшиеся действовали наверняка и стреляли не с балкона, а из кузова купленного пикапа «Шевроле».
В 10:35 утра 17 сентября «Освальдо» передал по рации команду «Бланко!» (вышла игра слов, по которой в испанском языке понятия «белый» и «цель» выражаются одним и тем же словом). Следуя плану, боевик «Рамон», вооружённый винтовкой М-16, залёг в саду «дома Иглесиаса», «Армандо» (Роберто Санчес) поставил свой пикап на краю тротуара, чтобы в любой момент перерезать путь кортежу, а в кузове пикапа, прикрытый сверху брезентом, лежал гранатометчик «Сантьяго» (Уго Ирурсун). Лимузин экс-диктатора находился в сотне метров от них, за шестью машинами, ждущими зелёного света светофора. Свет поменялся, машины тронулись, «Армандо» рассчитал несколько секунд, чтобы пропустить первые три и отсёк прочие, перекрыв своим автомобилем проезд.
Однако первый выстрел из РПГ был неудачным, и охрана Сомосы открыла ответный огонь. По переднему и замыкающему автомобилям кортежа начали стрелять ещё трое боевиков.
Давая своему товарищу время перезарядить оружие, Горриаран Мерло и другие бойцы РАН начали обстреливать автомобили экс-диктатора и его охраны, не давая тем возможности вырваться из засады. От второго выстрела из гранатомёта бронированная машина лишилась крыши и двери, а Сомоса был убит на месте вместе с телохранителем, советником и шофёром. После этого группа боевиков отступила в точности по плану.
Но уже в 8 утра того же дня Уго Ирурсун был опознан как участник нападения (он был блондином 1 м 90 см роста и носил рыжую бороду, что сильно выделяло его среди обычного населения Парагвая); это сделало крайне непростым его исчезновение из страны. Вечером того же дня полиция сообщила, что Уго Ирурсун был убит в перестрелке. По версии Энрике Горриаран Мерло, Ирурсун был арестован и подвергнут пыткам, из-за чего и погиб. Впоследствии подтвердилась версия гибели Ирурсуна в результате жесточайших пыток (удалось найти протоколы допросов и фотографии его тела со следами пыток; не добившись от него нужной информации, его утопили в ванной с нечистотами). Остальные 6 участников покушения благополучно выехали из страны.

## В культуре
- Николай Муравин. Монолог человека с автоматической винтовкой. В сборнике: Николай Муравин. Чёрный фронт. — М.: common place, 2016. С. 127—133. ISBN 978-999999-0-04-2